# Agonges
Agonges è un comune francese di 368 abitanti situato nel dipartimento dell'Allier della regione dell'Alvernia-Rodano-Alpi.
Il comune è bagnato dalle acque dei fiumi Burge e Ours; quest'ultimo nel territorio di Agonges confluisce nel precedente.

## Società

### Evoluzione demografica
Abitanti censiti